# Der Hölle Rache kocht in meinem Herzen

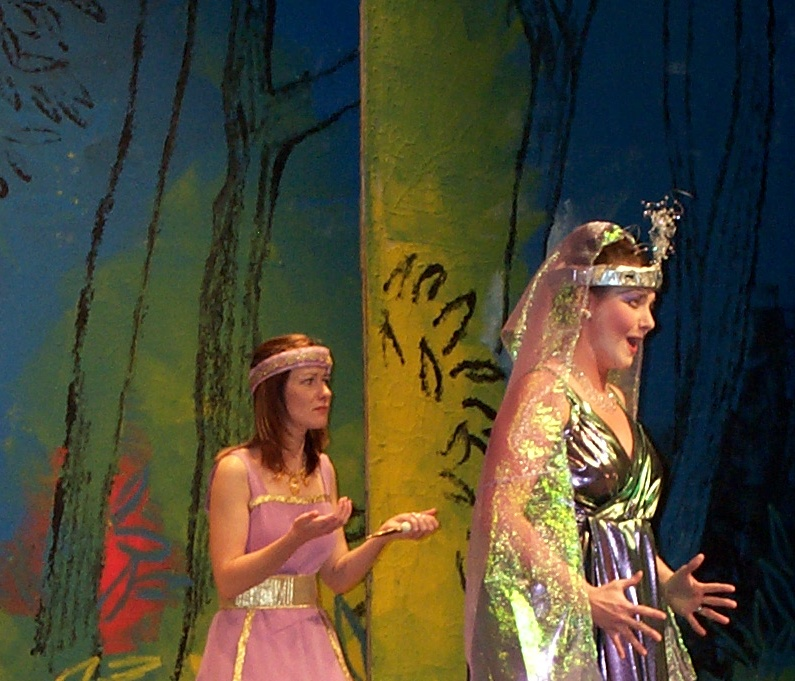
Nattens drottning (höger) och Pamina (vänster) i Fife Operas uppsättning av Trollflöjten.

Der Hölle Rache kocht in meinem Herzen – ordagrant "Helvetets hämnd kokar i mitt hjärta", är en komplicerad aria med mycket höga toner i operan Trollflöjten (1791), med musik av Wolfgang Amadeus Mozart och originaltext av Emanuel Schikaneder.
Namnet förkortas oftast Der Hölle Rache. På svenska kallas den ofta Koloraturarian, Hämndarian  eller Nattens drottnings aria; den första raden i Alf Henriksons svenska översättning (1974) lyder Mitt krav på hämnd har satt mitt blod i svallning.

## Arian
Der Hölle Rache kocht in meinem Herzen är Nattens drottnings andra aria, efter O zittre nicht, mein lieber Sohn i första akten som även den innehåller koloraturer.  
Der Hölle Rache ingår i Trollflöjtens andra akt. Av hämndlystnad ger Nattens drottning sin dotter Pamina en kniv, och ger henne i uppdrag att mörda drottningens rival Sarastro. Om Pamina inte genomför uppdraget kommer drottningen att förskjuta henne för evigt. ("Dödar du ej Sarastro på befallning, så ser jag aldrig mer mitt barn i dig!")

## Musik

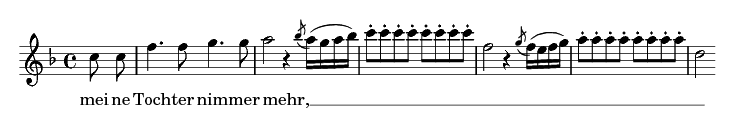
Inledning på den första koloraturpassagen.

Arian är skriven i d-moll och satt för 2 flöjter, 2 oboer, 2 fagotter, 2 horn i F, 2 trumpeter i D, pukor och stråkar. Musiken är att beteckna som dramatisk och ödesmättad, med ett större orkestralt inslag än i den första arian O zittre nicht.
Der Hölle Rache är känd som en mycket krävande aria, med ett tonomfång på två oktaver mellan f1 och f3. För sopransolisten kräver arian en särskilt hög tessitura.

## Text

### Tysk originaltext
Librettot är författat av Emanuel Schikaneder (1751–1812), som själv spelade Papageno vid uruppförandet.
Der Hölle Rache kocht in meinem Herzen,

Tod und Verzweiflung flammet um mich her!

Fühlt nicht durch dich Sarastro Todesschmerzen,

So bist du meine Tochter nimmermehr.

Verstoßen sei auf ewig,

Verlassen sei auf ewig,

Zertrümmert sei’n auf ewig 

Alle Bande der Natur,

Wenn nicht durch dich Sarastro wird erblassen!

Hört, Rachegötter, hört der Mutter Schwur!
Texten börjar med fyra rader på jambisk pentameter, vilket är ovanligt i operan som annars till större delen är skriven på tetrameter. Därefter följer fyra verser på jambisk trimeter, med en avslutande kuplett som åter är på pentameter. Rimmen följer formen ABAB-CCCD-ED.

### Svensk översättning
I Ingmar Bergmans svenskspråkiga filmuppsättning från 1974 översattes librettot till svenska av Alf Henrikson.
Mitt krav på hämnd har satt mitt blod i svallning

Död och förtvivlan övermannar mig!

Dödar du ej Sarastro på befallning

Så ser jag aldrig mer mitt barn i dig!

## Tolkningar

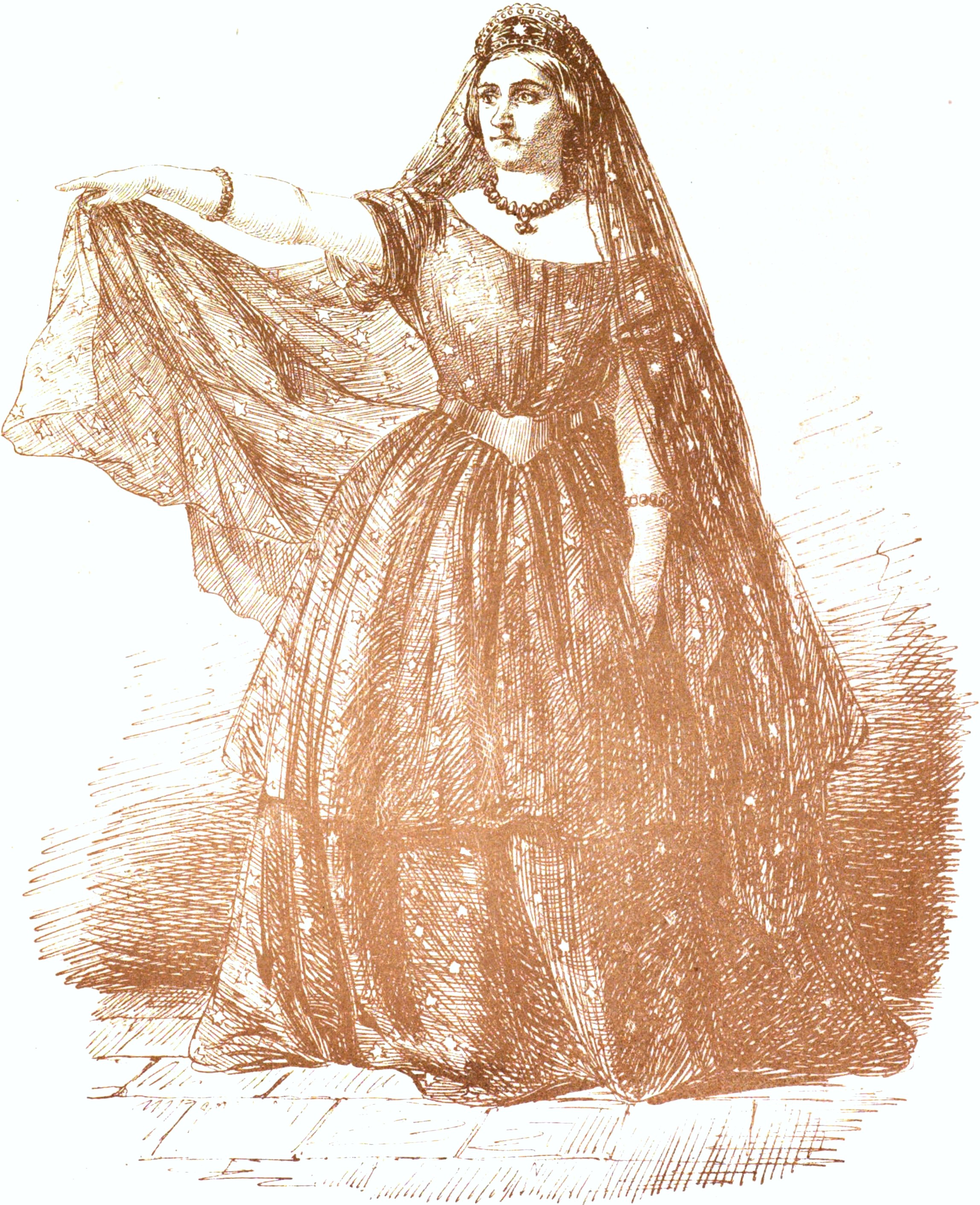
Louise Michaeli som Nattens drottning, 1865.

Den första sopranen som framförde arian i originaluppsättningen 1791 var den i samtiden kända Josepha Hofer (1758–1819), syster till Mozarts fru Constanze och kusin till kompositören Carl Maria von Weber, och Nattens drottnings två arior i Trollflöjten ska ha anpassats särskilt av Mozart för Hofers höga röstomfång.
Kompositören Ignaz von Seyfried (1776–1841), som undervisades av Mozart i piano, skrev 1840 i ett brev angående Mozarts sista levnadsdagar:
| ” | På kvällen den 4 december låg Mozart redan i feberfantasier och inbillade sig att han var på Wiednertheater; bland hans sista ord som han viskade till sin hustru var: "Stilla! stilla! nu tar Hofer höga F; – nu sjunger svägerskan sin andra aria Der Hölle Rache; så starkt hon slår an B:t och håller det: Hört! hört! hört! der Mutter Schwur!" | „ |

En inspelning med Edda Moser som sopransolist ingick på Voyager Golden Records, de två skivor med inspelningar från jorden som skickats ut från solsystemet med rymdsonderna Voyager 1 och Voyager 2. Arian ingick som ett av 27 exempel på mänsklighetens musik.
I Bergmans svenskspråkiga filmversion från 1974 sjöngs rollen av Birgit Nordin, med musiker från Sveriges Radios symfoniorkester och Eric Ericson som dirigent. Arian framförs av sopranen June Anderson på soundtracket till Milos Formans film Amadeus (1984), men filmrollen spelas av den tjeckiska sopranen Milada Chechalová.